# Балаковский троллейбус
Балаковский троллейбус — система троллейбусного транспорта города Балаково. Эксплуатация открыта 3 ноября 1967 года.

## История
Схема первой троллейбусной линии «1-й микрорайон — комбинат химволокна» была утверждена в 1965 году. Первый троллейбус по этому маршруту прошёл 3 ноября 1967 г. Регулярное движение началось 18 ноября. На маршрут вышло 25 троллейбусов энгельсского завода ЗИУ-5. К концу года в эксплуатацию вводятся две тяговые подстанции мощностью 3,6 тысяч киловатт, троллейбусная линия протяженностью 19 километров, кабельная сеть на 9,5 километра и конечная станция БКХВ.
В 1968 году мастерские транспортного цеха комбината химического волокна были переоборудованы под депо на 15 троллейбусов.
С 30 июня 1969 года, в связи с передачей Приволжскому территориально-транспортному управлению, троллейбусный цех получил статус самостоятельного предприятия и стал называться троллейбусным управлением.
После того, как был построен шлюзовой мост, в Балаково появился ещё один маршрут: к/т «Космос» — комбинат химволокна . В связи с ростом населения и промышленных объектов города в 1972 года завод резинотехнических изделий начал строить депо на 100 троллейбусов, которое было введено в эксплуатацию в 1985 году.
В 1977 году с 19 сентября на троллейбусах ввели талонную систему оплаты за проезд. Талоны, которые можно было купить заранее как в троллейбусе, так и в киосках на остановках, пробивались специальным компостером. Таким образом, была сделана попытка перейти на так называемый бескассовый метод, при котором приобрести проездные документы можно было только за пределами троллейбусов. Однако от этого способа «обилечивания» в 90-е годы отказались.
22 декабря 1982 года был открыт троллейбусный маршрут № 3, связавший город со строительной площадкой АЭС.
16 ноября 1983 года был открыт троллейбусный маршрут № 4: «8-й микрорайон — БРТ».
К 1985 году троллейбусный парк вырос до 89 машин.
В связи с тем, что троллейбусная сеть стремительно развивалась, в январе 1993 года в Балаково открылось второе депо на 50 машин на другом конце города.
С 1995 года предприятие перешло на кондукторское обслуживание пассажиров, предоставив городу 200 рабочих мест. При этой системе значительно возросла сумма доходов.
За счёт собственных средств предприятием построено помещение диспетчерского пункта в 7 микрорайоне, благодаря чему обеспечен двухсторонний контроль над движением троллейбусов.
В 2000 году введена в эксплуатацию новая троллейбусная линия — к новому железнодорожному вокзалу.
В 2004 году из-за финансовых проблем МУП «БЭТ» закрыло депо № 2.
В 2009 году троллейбусный парк обновлен: 25 новых троллейбусов уже выпустили на линию.
В 2020 г. прибыли троллейбусы «СВАРЗ-6235.00» и «СВАРЗ-6235.01», списанные в Москве в связи с закрытием московского троллейбуса в количестве 20 машин.
В 2024 году прибыло 12 троллейбусов марки ПКТС-6281.01 «Адмирал» с автономным ходом до 20км, все они запущены на новые маршруты №12/12А, где часть участка маршрут ездит под контактной сетью, а часть на автономном
ходу. Маршруты 5 и 5А закрыты в связи с открытием новых 12 и 12А. Подвижной состав обновлён, часть старых троллейбусов выведена из эксплуатации и ждут предстоящего списания.
В 2025 году прибыло 4 троллейбуса марки ПКТС-6281.01 «Адмирал» с увеличенным автономным ходом, также 24 мая 2025 года открыт троллейбусный маршрут №17, где треть маршрута троллейбус проезжает на автономном ходу, ездит на Старую Пристань. Также ожидается поставка ещё 8-ми троллейбусов и начало обучения водителей на категорию Tb. Все старые троллейбусы, скорее всего, уйдут с линии и будут списаны после набора водителей и поставки 8-ми троллейбусов.

## Настоящее время
В 2025 г. функционирует семь маршрутов (один из которых новый, открылся 24.05.2025г), (основной городской(12/12А) на нём ездит 12 новых машин; 17 маршрут на Старую Пристань для пассажиров Валдая; остальные пригородные №2,№4,№6, а также один утренний №11 в 5:10 от 7-го микрорайона). Также троллейбусный парк пополнился 16-ю новыми троллейбусами, а также ожидается поставка ещё 8-ми троллейбусов в этом году. И не исключено, что в этом году начнётся набор водителей и обучение на категорию Tb.

## Маршруты

### Действующие маршруты
| №   | Конечные пункты | Конечные пункты         | Маршрут следования | Протяжённость | Дни работы |
| --- | --------------- | ----------------------- | --- | ------------- | ---------- |
| 2   | БЗВМ            | Кинотеатр «Космос»      | через остановку Почта (БЗВМ – ТЭЦ-4 – МУП БЭТ – Хлебзавод – кинотеатр «Россия» – Почта – кинотеатр «Космос») | 11,05 км      | ежедневно  |
| 4   | 7-й микрорайон  | «Балаковорезинотехника» | В сторону «БРТ» через 8А микрорайон (7-й микрорайон – остановка Словакия – 8А микрорайон – Рынок 4Б – ЕМК – БРТ) В сторону «МСЧ-156» через 10-й микрорайон (БРТ – ЕМК – Рынок 4Б – Универсам – 10-й микрорайон – МСЧ-156)                                                                                                  | 9,7 км        | будни      |
| 6   | 7-й микрорайон  | БЗВМ                    | В сторону «БЗВМ» через 8А микрорайон (7-й микрорайон – остановка Словакия – 8А микрорайон – Рынок 4Б – Хлебзавод – МУП БЭТ – ТЭЦ-4 – БЗВМ) В сторону «МСЧ-156» через 10-й микрорайон (БЗВМ – ТЭЦ-4 – МУП БЭТ – Хлебзавод – Рынок 4Б – Универсам – 10-й микрорайон – МСЧ-156)                                               | 10,2 км       | ежедневно  |
| 11  | 7-й микрорайон  | Кинотеатр «Космос»      | Выполняется один рейс в 5:10 от 7-го микрорайона через Рынок «Рокот». (7-й микрорайон – остановка Словакия – 8А микрорайон – Рынок 4Б – кинотеатр «Россия» – Железнодорожный вокзал – Рынок «Рокот» – кинотеатр «Космос»)                                                                                                  | 10,6 км       | ежедневно  |
| 12  | 7-й микрорайон  | МСЧ-156                 | (Кольцевой) от 7-го микрорайона в сторону Саратовского шоссе (7-й микрорайон – остановка Словакия – 8А микрорайон – Рынок 4Б – кинотеатр «Россия» – Почта – кинотеатр «Космос» – улица Ленина – улица Коммунистическая – улица Гагарина – Мост Победы – 10-й микрорайон - МСЧ-156)                                         | 19,3 км       | ежедневно  |
| 12А | 7-й микрорайон  | МСЧ-156                 | (Кольцевой) от 7-го микрорайона в сторону моста Победы (7-й микрорайон – остановка Словакия – Мост Победы – улица Гагарина – улица Коммунистическая – улица Ленина – кинотеатр «Космос» – Почта – кинотеатр «Россия» – Рынок 4Б – Универсам – 10-й микрорайон - МСЧ-156)                                                   | 18,9 км       | ежедневно  |
| 17  | 7-й микрорайон  | Старая Пристань         | (ОТКРЫТ 24.05.25г.) от 7-го микрорайона до Старой Пристани (для «Валдаев») (7-й микрорайон - остановка Словакия - 8А микрорайон - Рынок 4Б – кинотеатр «Россия» – Почта – кинотеатр «Космос» – улица Ленина – улица Коммунистическая – улица Заовражная - Старая Пристань) 2 рейса в день при отбытии и прибытии «Валдаев» | 17,2 км       | ежедневно  |

### Закрытые маршруты
| №   | Конечные пункты    | Конечные пункты    | Протяжённость | Дата открытия     | Дата закрытия      | Примечание                                              |
| --- | ------------------ | ------------------ | ------------- | ----------------- | ------------------ | ------------------------------------------------------- |
| 1   | БЗВМ               | 1-й микрорайон     | 8,5 км        | 3 ноября 1967 г.  |                    | Работал очень редко во время ремонта шлюзового моста.   |
| 2А  | БЗВМ               | Кинотеатр «Космос» | 11,07 км      |                   |                    | Проходил вместо АТК по ул. Комарова.                    |
| 3   | 8А микрорайон      | Балаковская АЭС    | 17.43 км      | 5 августа 1983 г. |                    | Не работает.                                            |
| 5   | Кинотеатр «Космос» | 7-й микрорайон     | 10,4 км       |                   | 1 сентября 2024 г. | Закрыт в связи с открытием двух новых маршрутов(12/12А) |
| 5А  | 7-й микрорайон     | Кинотеатр «Космос» | 10,7 км       |                   | 1 сентября 2024 г. | Закрыт в связи с открытием двух новых маршрутов(12/12А) |
| 8   | Кинотеатр «Космос» | Рынок «Рокот»      |               | 1 марта 2009 г.   |                    | Не работает.                                            |
| 9   | 7-й микрорайон     | Рынок «Рокот»      |               | 1 марта 2009 г.   |                    | Не работает.                                            |
| 11А | 7-й микрорайон     | Кинотеатр «Космос» | 10,8 км       |                   |                    | Через рынок «Рокот» и 8А микрорайон. Не работает        |

## Подвижной состав
В Балаково эксплуатируются троллейбусы модели ЗиУ-682Г-016(012), ЗиУ-682Г-016(018), ПКТС-6281.01 «Адмирал» (основная модель в городе)

## Официальная организация
Эксплуатацию троллейбусной сети осуществляет МУП «Балаковоэлектротранс», расположенное по адресу: 413840, Саратовская обл., г. Балаково, Саратовское шоссе, д. 9.